# 管理過程論
管理過程論（かんりかていろん）とは、フランスの鉱山経営者アンリ・ファヨールが著書『産業ならびに一般の管理』（1916年）で創始した理論で、管理機能を
- 計画
- 組織化
- 指揮、指令
- 調整
- 統制

の各過程に分けて考案する立場のことである。ファヨールはこれらの過程からなる管理職能が経営者や管理者に特有の機能であるとした。今日なお有力なアプローチのひとつであるが、管理の本質についての認識の不充分さや、あらゆる組織や状況に普遍的に当てはまる唯一最善の原理原則を強調し過ぎる点などが、近代組織論などの立場から批判されることになる。
品質管理などの分野における手法であるPDCAサイクルと類似性があると言われる。